# Kercsi kerámia

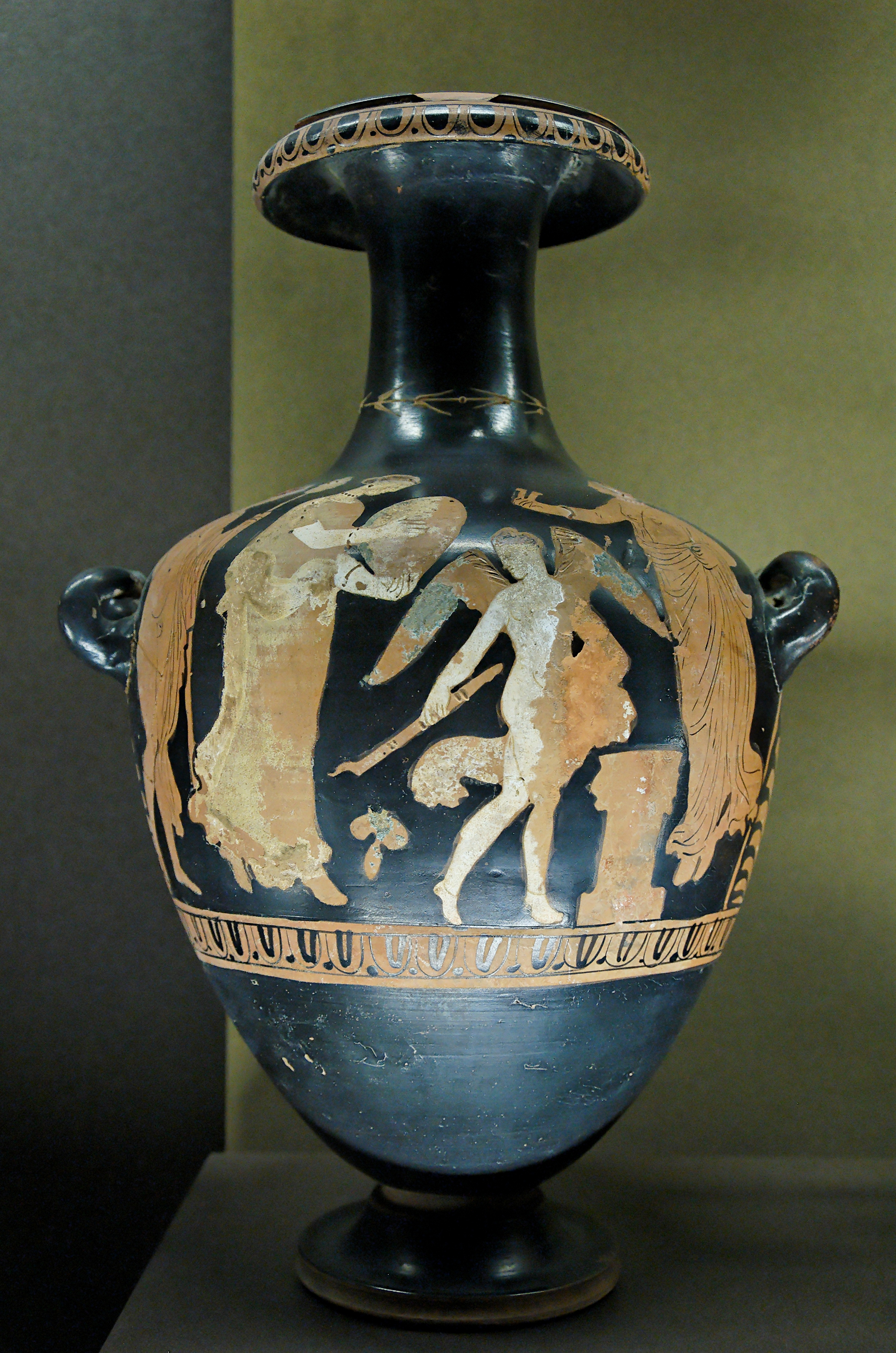
Dionüszosz, Erósz és egy menád ábrázolása egy i. e. 375–350 körül keletkezett kürenaikai hüdrián

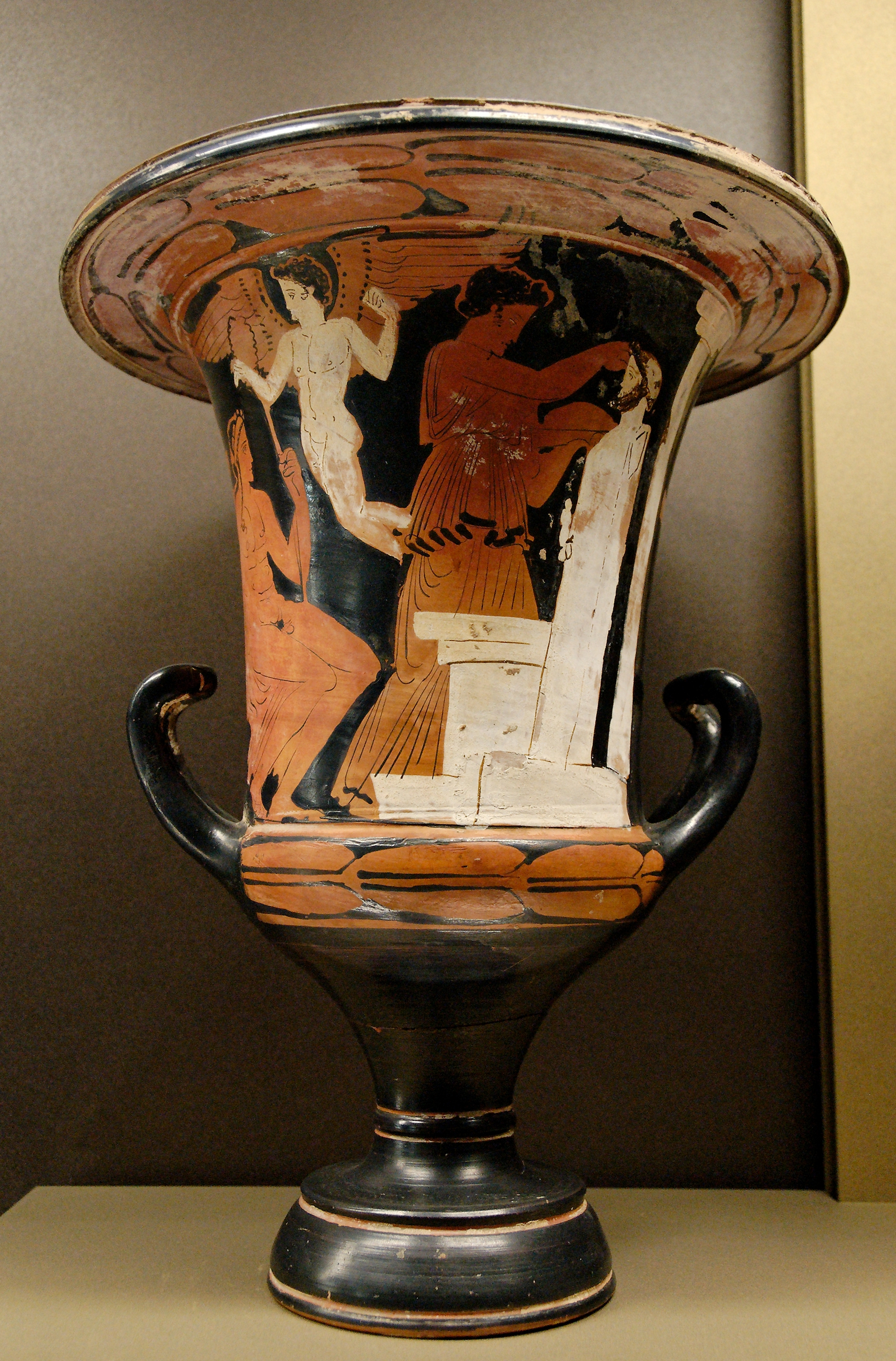
Vörösalakos kratér

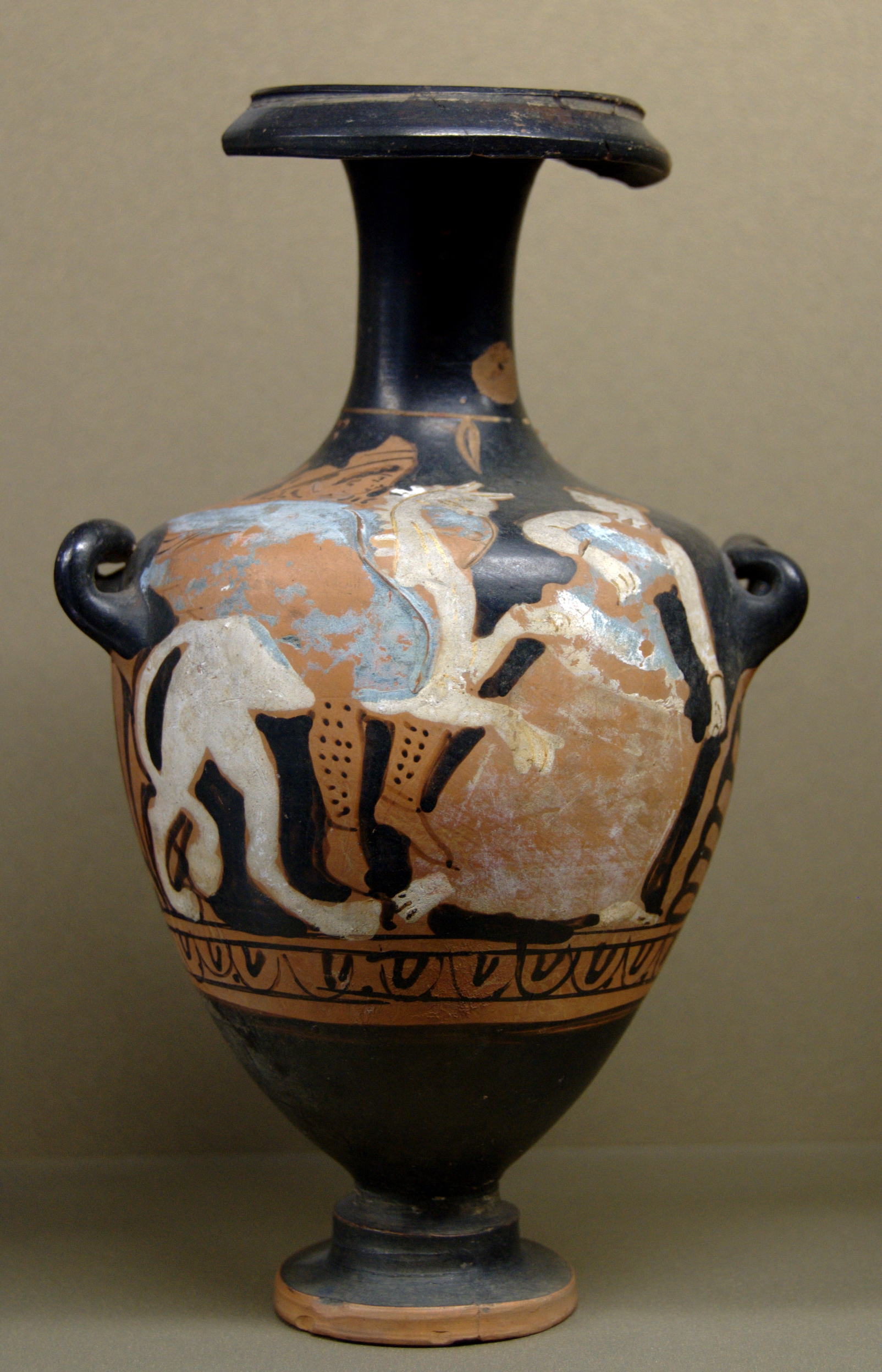
Arimaszposz egy másik kürenaikai hüdrián

A kercsi kerámia a mai Kercs, az ókori Pantikapaion (Panticapaeum) településről, a Boszporoszi Királyság fővárosáról kapta a nevét. A kercsi kerámia eredetileg az athéni fazekasok termékeinek importálásával jutott Pantikapaionba, majd részben a helyi kézműves mesterek vették át a gyártását. A Pontosz Euxeinosz északi partvidékén elhelyezkedő görög gyarmatvárosok hosszú időn keresztül szorultak rá az anyaoszág iparcikkeire, még az i. e. 4. század második felében is jelentős volt az import aránya.
A kercsi stílus szorosabban véve az i. e. 375 és i. e. 320 közötti időszakra tehető. E kor elején egy eleusziszi származású athéni vázafestő, a Marszüasz-festő  aláírásával ellátott darabjai ismertek. Ezek kitűnő termékek, nemcsak az anyagot, hanem a festett alakok kidolgozását tekintve is. Az athéni vörösalakos vázafestészet utolsó korszakában Athén már szinte kizárólag exportra termelt, ennek következtében a kercsi kerámia ritkán jó minőségű, a rajtuk lévő festett alakok elnagyoltabbak lettek. A vörös színű festékek helyett fekete és sárga is használatossá vált. Már a festmények tematikája is megmutatja, hogy az edények kifejezetten a Maiotisz vidékének trák és szkíta lakossága számára készültek. A görög kerámiaexport szinte teljes mértékben e területre koncentrálódott, mivel az egyre gyengébb minőségű termékek máshol már forgalomképtelenek voltak. Nagy mennyiségben kerültek elő ezek a tárgyak Pantikapaionból, és ma az Ermitázsban láthatók.

## Külső hivatkozások
- Ermitázs